# Arquillinos
Arquillinos település Spanyolországban,  Zamora tartományban. Arquillinos Pajares de la Lampreana és Villalba de la Lampreana községekkel határos. Lakosainak száma 113 fő (2024).

## Népesség
A település lakosságának változását az alábbi diagram mutatja:
| Lakosok száma | 177  | 161  | 151  | 141  | 135  | 120  | 119  | 117  | 117  | 113  |
|               | 2001 | 2004 | 2007 | 2009 | 2012 | 2014 | 2017 | 2019 | 2022 | 2024 |